# Королівський ботанічний сад Тасманії
Королівський ботанічний сад Тасманії (англ. Royal Tasmanian Botanical Gardens (RTBG)) — ботанічний сад у Гобарті (штат Тасманія, Австралія). Ботанічний сад є членом Міжнародної ради ботанічних садів з охорони рослин (BGCI) і має код HO. 

## Опис
Королівський ботанічний сад Тасманії, який займає площу близько 14 га, був створений у Гобарті у 1818 році і розташований на західному березі річці Дервент біля Тасманового мосту у районі Квінс-Домейн.
У ботанічному саду росте більш 6000 видів і сортів рослин, які входять до 42 спеціальних колекцій:
- рослини Гобарту,
- рослини Тасманії,
- оранжерея рослин субантарктичних островів,
- японський сад,
- ставок з ліліями,
- колекція флори Китаю,
- колекція кактусів і сукулентів,
- колекція папороті,
- колекція шавлії,
- колекція вересових,
- город Питера Кундалла та інші.

Сад має кілька дерев, яким більше 100 років, у тому числі: дуб корковий (середина XIX століття), кедр гімалайський (1878), Pinus roxburghii (1870-ті), Agathis robusta (кінець XIX століття).  

## Галерея

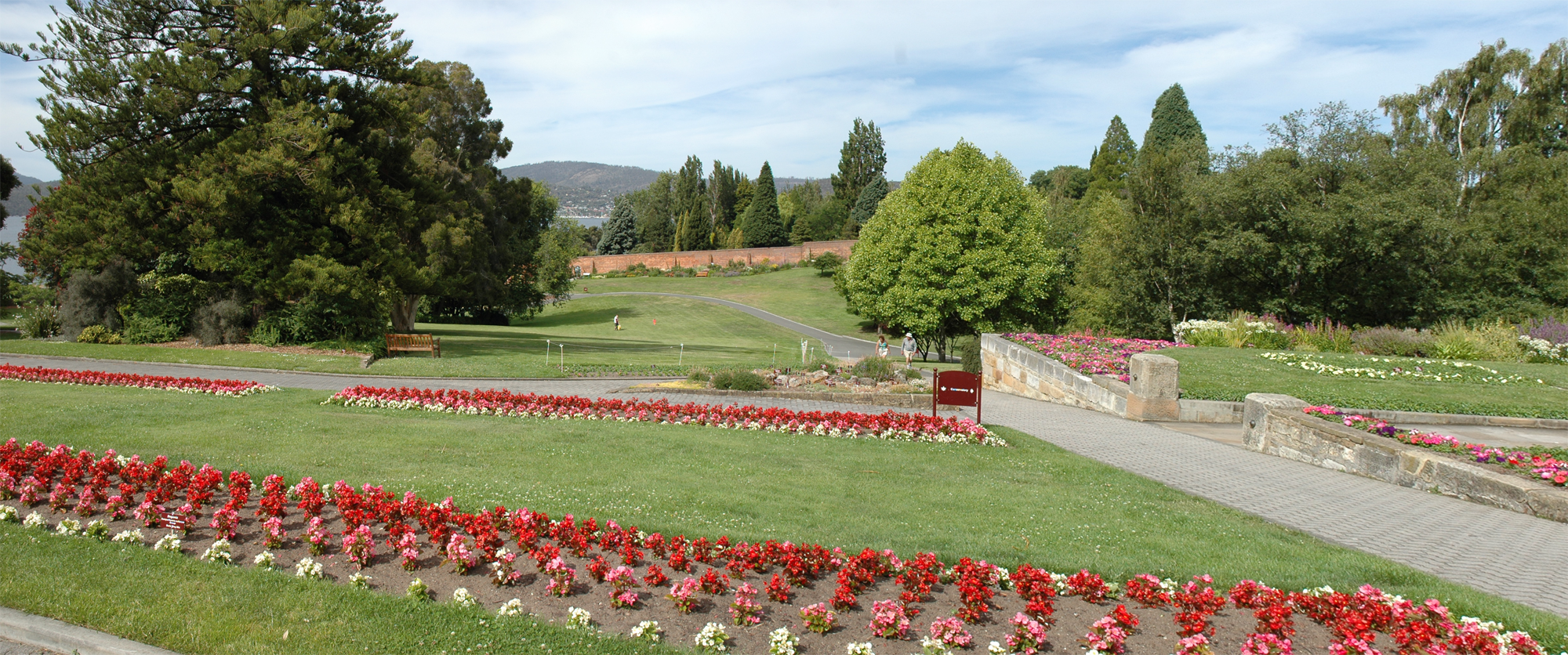
У ботанічному саду
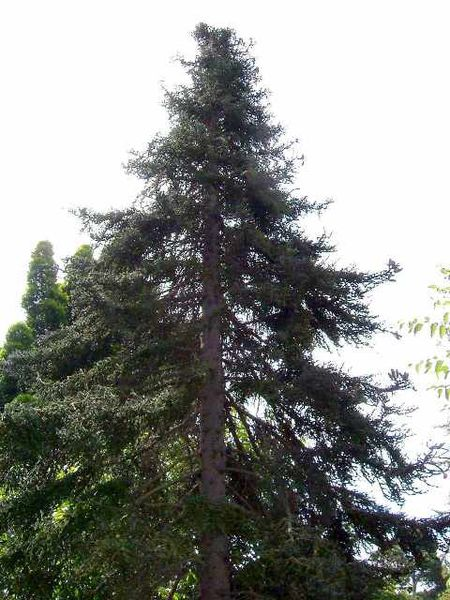
Abies pinsapo
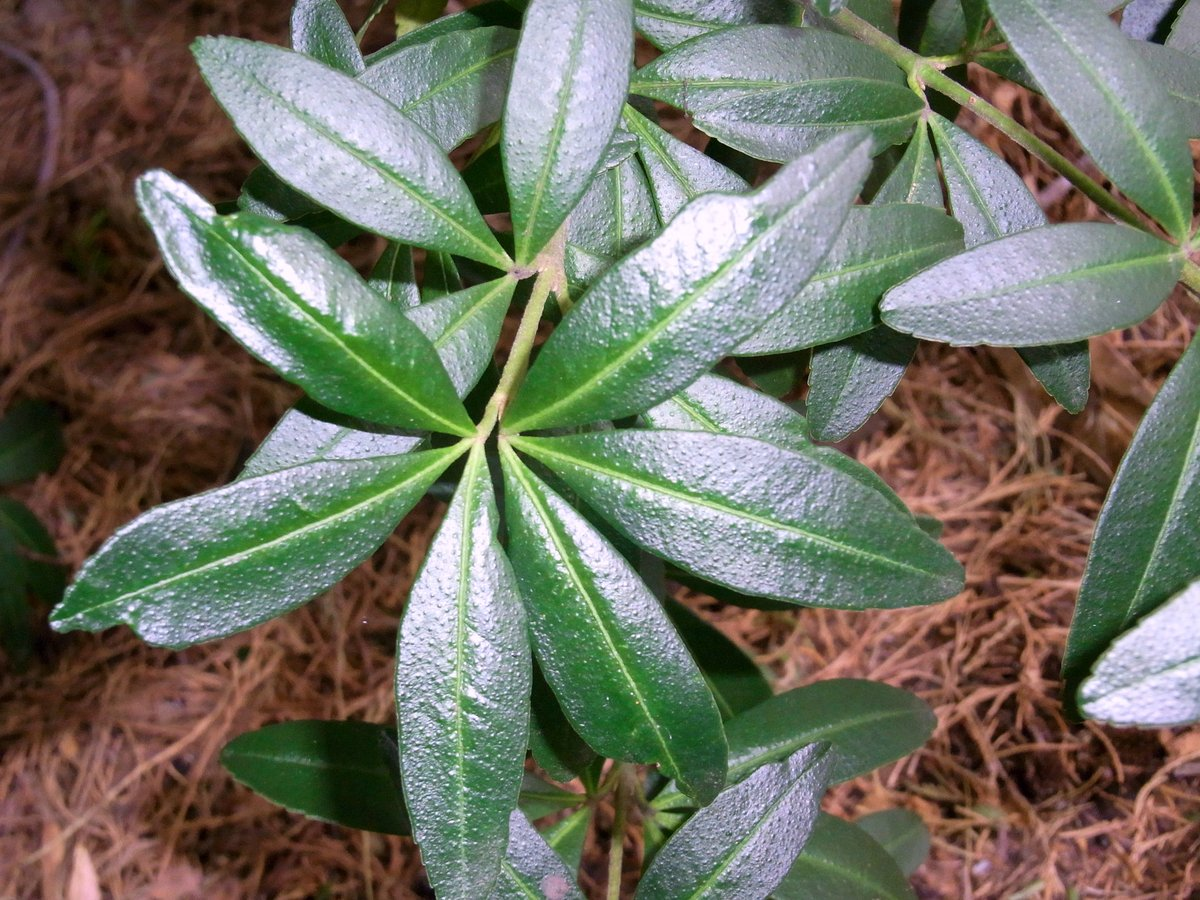
Acradenia frankliniae
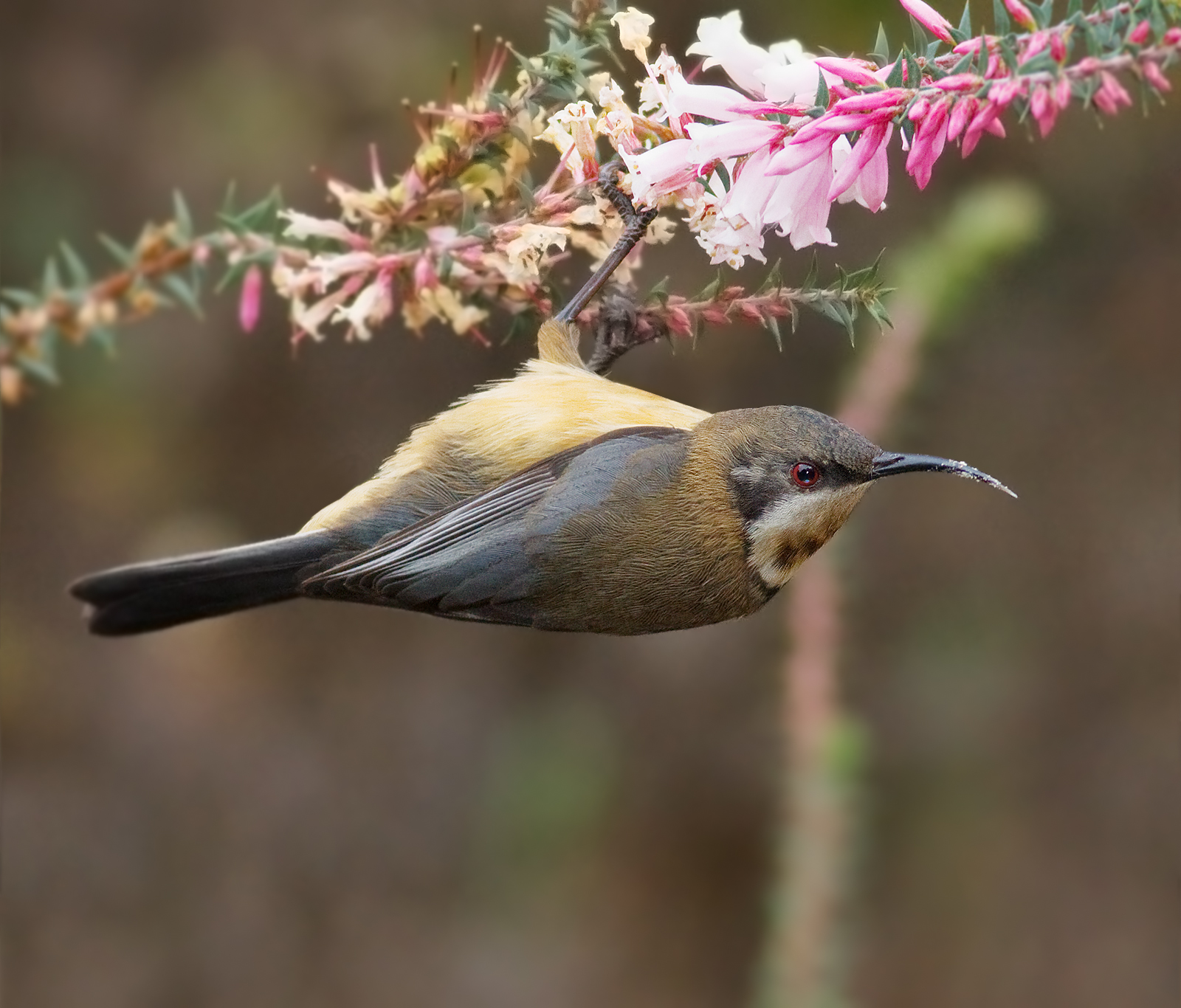
Acanthorhynchus tenuirostris
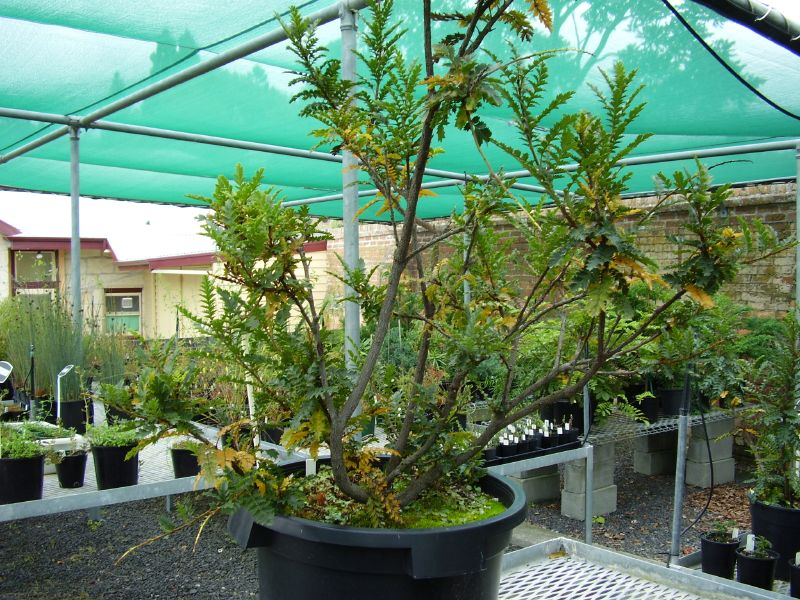
Lomatia tasmanica